# قائمة عواصم مصر التاريخية
لم تكن القاهرة هي العاصمة الوحيدة لمصر على مر العصور ؛ فقد تغيّرت عاصمة مصر عدة مرات في تاريخها. وفيما يلي قائمة عواصم مصر التاريخية مرتبة ترتيباً زمنياً.

## قائمة العواصم المصرية
| رقم (تكرار) | الاسم حسب الحقبة | المكان الحالي                               | التاريخ               | الدولة                    | الأسرة الحاكمة           | ملاحظات                                                                                           |
| ----------- | ---------------- | ------------------------------------------- | --------------------- | ------------------------- | ------------------------ | ------------------------------------------------------------------------------------------------- |
| 1           | تجينو            | جرجا، محافظة سوهاج                          | 3150 – 2686 ق م       | المملكة المصرية الأولى    | الأسرة الأولى            | - أطلق عليها الإغريق اسم ثينيس. عُرفت لاحقًا في اللغة القبطية باسم تين. - أطلق عليها العرب اسم طين. |
| 1           | تجينو            | جرجا، محافظة سوهاج                          | 3150 – 2686 ق م       | المملكة المصرية الأولى    | الأسرة الثانية           | - أطلق عليها الإغريق اسم ثينيس. عُرفت لاحقًا في اللغة القبطية باسم تين. - أطلق عليها العرب اسم طين. |
| 2           | من نفر           | ميت رهينة، محافظة الجيزة                    | 2686 – 2160 ق م       | المملكة القديمة           | الأسرة الثالثة           | - أطلق عليها الإغريق اسم ممفيس. - أطلق عليها العرب اسم منف.                                       |
| 2           | من نفر           | ميت رهينة، محافظة الجيزة                    | 2686 – 2160 ق م       | المملكة القديمة           | الأسرة الرابعة           | - أطلق عليها الإغريق اسم ممفيس. - أطلق عليها العرب اسم منف.                                       |
| 2           | من نفر           | ميت رهينة، محافظة الجيزة                    | 2686 – 2160 ق م       | المملكة القديمة           | الأسرة الخامسة           | - أطلق عليها الإغريق اسم ممفيس. - أطلق عليها العرب اسم منف.                                       |
| 2           | من نفر           | ميت رهينة، محافظة الجيزة                    | 2686 – 2160 ق م       | المملكة القديمة           | الأسرة السادسة           | - أطلق عليها الإغريق اسم ممفيس. - أطلق عليها العرب اسم منف.                                       |
| 2           | من نفر           | ميت رهينة، محافظة الجيزة                    | 2686 – 2160 ق م       | المملكة المضمحلة الأولى   | الأسرة السابعة           | - أطلق عليها الإغريق اسم ممفيس. - أطلق عليها العرب اسم منف.                                       |
| 2           | من نفر           | ميت رهينة، محافظة الجيزة                    | 2686 – 2160 ق م       | المملكة المضمحلة الأولى   | الأسرة الثامنة           | - أطلق عليها الإغريق اسم ممفيس. - أطلق عليها العرب اسم منف.                                       |
| 3           | ننسو             | إهناسيا                                     | 2160 – 2040 ق م       | المملكة المضمحلة الأولى   | الأسرة التاسعة           | - أطلق عليها الإغريق اسم هيراكليوبوليس ماجنا. وتعني مدينة هرقل.                                   |
| 3           | ننسو             | إهناسيا                                     | 2160 – 2040 ق م       | المملكة المضمحلة الأولى   | الأسرة العاشرة           | - أطلق عليها الإغريق اسم هيراكليوبوليس ماجنا. وتعني مدينة هرقل.                                   |
| 4 (1)       | واست (طيبة)      | الأقصر                                      | 2135 – 1985 ق م       | المملكة الوسطى            | الأسرة الحادية عشر       | - اسمها المصري القديم يعني مدينة الصولجان. - أطلق عليها الإغريق اسم طيبة. - سماها العرب بالأقصر.  |
| 5           | إتجتاوي          | غير معروف تحديدًا (بالقرب من الفيوم)         | 1985 – 1700 ق م       | المملكة الوسطى            | الأسرة الثانية عشر       | - اسمها المصري القديم يعني موحد القطرين.                                                          |
| 5           | إتجتاوي          | غير معروف تحديدًا (بالقرب من الفيوم)         | 1985 – 1700 ق م       | المملكة الوسطى            | الأسرة الثالثة عشر       | - اسمها المصري القديم يعني موحد القطرين.                                                          |
| 5           | إتجتاوي          | غير معروف تحديدًا (بالقرب من الفيوم)         | 1985 – 1700 ق م       | المملكة الوسطى            |                          |                                                                                                   |
| 4 (2)       | واست (طيبة)      | الأقصر                                      |                       | المملكة الوسطى            |                          |                                                                                                   |
| 6           | حت وعرت          | تل الضبعة (بالقرب من فاقوس، محافظة الشرقية) | 1725 – 1550 ق م       | مملكة الهكسوس             | الأسرة الرابعة عشر       | - أطلق عليها الإغريق أفاريس. - سماها العرب حوَّارة.                                                 |
| 6           | حت وعرت          | تل الضبعة (بالقرب من فاقوس، محافظة الشرقية) | 1725 – 1550 ق م       | مملكة الهكسوس             | الأسرة الخامسة عشر       | - أطلق عليها الإغريق أفاريس. - سماها العرب حوَّارة.                                                 |
| 4 (3)       | واست (طيبة)      | الأقصر                                      | 1700 – 1353 ق م       | المملكة المضمحلة الثانية  | الأسرة السادسة عشر       | - كانت آنذاك مقرًا للحكام المصريين الذين عاصروا الهكسوس.                                           |
| 4 (3)       | واست (طيبة)      | الأقصر                                      | 1700 – 1353 ق م       | المملكة المضمحلة الثانية  | الأسرة السابعة عشر       | - كانت آنذاك مقرًا للحكام المصريين الذين عاصروا الهكسوس.                                           |
| 4 (3)       | واست (طيبة)      | الأقصر                                      | 1700 – 1353 ق م       | المملكة الحديثة           | الأسرة الثامنة عشر       |                                                                                                   |
| 7           | أخيتاتون         | تل العمارنة، محافظة المنيا                  | 1353 – 1332 ق م       | المملكة الحديثة           | الأسرة الثامنة عشر       | - قام أمنحتب الرابع بنقل العاصمة إليها.                                                           |
| 4 (4)       | واست (طيبة)      | الأقصر                                      | 1332 – 1279 ق م       | المملكة الحديثة           | الأسرة الثامنة عشر       |                                                                                                   |
| 4 (4)       | واست (طيبة)      | الأقصر                                      | 1332 – 1279 ق م       | المملكة الحديثة           | الأسرة التاسعة عشر       |                                                                                                   |
| 8           | بر رمسيس         | قنتير، محافظة الشرقية                       | 1279 – 1078 ق م       | المملكة الحديثة           |                          |                                                                                                   |
| 8           | بر رمسيس         | قنتير، محافظة الشرقية                       | 1279 – 1078 ق م       | المملكة الحديثة           | الأسرة العشرون           |                                                                                                   |
| 9           | جعنت             | صان الحجر، محافظة الشرقية                   | 1078 – 945 ق م        | المملكة المضمحلة الثالثة  | الأسرة الحادية والعشرون  | - أطلق عليها الإغريق اسم تانيس.                                                                   |
| 10          | بر باستت         | تل بسطة (الزقازيق، محافظة الشرقية)          | 945 – 715 ق م         | المملكة المضمحلة الثالثة  | الأسرة الثانية والعشرون  |                                                                                                   |
| 11          | تاميرو           | كفر المقدام، محافظة الدقهلية                | 818 – 715 ق م         | المملكة المضمحلة الثالثة  | الأسرة الثالثة والعشرون  | - أطلق عليها الإغريق اسم ليونتوبوليس.                                                             |
| 12          | صاو              | صا الحجر، محافظة الغربية                    | 725 – 715 ق م         | المملكة المضمحلة الثالثة  | الأسرة الرابعة والعشرون  | - أطلق عليها الإغريق اسم سايس.                                                                    |
| 2 (2)       | من نفر           | ميت رهينة، محافظة الجيزة                    | 715 – 664 ق م         | المملكة المضمحلة الثالثة  | الأسرة الخامسة والعشرون  |                                                                                                   |
| 12 (2)      | صاو              | صا الحجر، محافظة الغربية                    | 664 – 525 ق م         | المملكة المتأخرة          | الأسرة السادسة والعشرون  |                                                                                                   |
| 2 (3)       | من نفر           | ميت رهينة، محافظة الجيزة                    | 525 – 404 ق م         | الإمبراطورية الأخمينية    | الأسرة السابعة والعشرون  |                                                                                                   |
| 12 (3)      | صاو              | صا الحجر، محافظة الغربية                    | 404 – 399 ق م         | المملكة المتأخرة          | الأسرة الثامنة والعشرون  |                                                                                                   |
| 13          | بر بانبجد        | تل الربع، محافظة الدقهلية                   | 399 – 380 ق م         | المملكة المتأخرة          | الأسرة التاسعة والعشرون  | - أطلق عليها الإغريق اسم منديس.                                                                   |
| 14          | تبنوتير          | سمنود، محافظة الغربية                       | 380 – 343 ق م         | المملكة المتأخرة          | الأسرة الثلاثون          | - أطلق عليها الرومان سبنيتوس.                                                                     |
| 12 (4)      | من نفر           | ميت رهينة، محافظة الجيزة                    | 343 – 332 ق م         | الإمبراطورية الأخمينية    | الأسرة الحادية والثلاثون |                                                                                                   |
| 15          | الإسكندرية       |                                             | 332 ق م – 641 م       | الإمبراطورية المقدونية    |                          |                                                                                                   |
| 15          | الإسكندرية       | المملكة البطلمية                            | 332 ق م – 641 م       | البطالمة                  |                          |                                                                                                   |
| 15          | الإسكندرية       | الإمبراطورية الرومانية                      | 332 ق م – 641 م       | الرومان                   |                          |                                                                                                   |
| 15          | الإسكندرية       | الخلافة الراشدة                             | 332 ق م – 641 م       | الولاة المسلمون           |                          |                                                                                                   |
| 16          | الفسطاط          | الخلافة الراشدة                             | جزء من محافظة القاهرة | الولاة المسلمون           | 641 م – 750 م            |                                                                                                   |
| 16          | الفسطاط          | الدولة الأموية                              | جزء من محافظة القاهرة | بنو أمية                  | 641 م – 750 م            |                                                                                                   |
| 17          | العسكر           | 750 م – 868 م                               | جزء من محافظة القاهرة | الدولة العباسية           | بنو العباس               |                                                                                                   |
| 18          | القطائع          | 868 م – 905 م                               | جزء من محافظة القاهرة | الدولة العباسية           | بنو طولون                |                                                                                                   |
| 16 (2)      | الفسطاط          | 905 م – 969 م                               | جزء من محافظة القاهرة | الدولة العباسية           | بنو العباس               |                                                                                                   |
| 16 (2)      | الفسطاط          | 905 م – 969 م                               | جزء من محافظة القاهرة | الدولة العباسية           | بنو الإخشيد              |                                                                                                   |
| 19          | القاهرة          | 969 – 2025                                  | جزء من محافظة القاهرة | الدولة الفاطمية           | بنو عبيد                 |                                                                                                   |
| 19          | القاهرة          | 969 – 2025                                  | جزء من محافظة القاهرة | الدولة الأيوبية           | بنو أيوب                 |                                                                                                   |
| 19          | القاهرة          | 969 – 2025                                  | جزء من محافظة القاهرة | الدولة المملوكية          | المماليك                 |                                                                                                   |
| 19          | القاهرة          | 969 – 2025                                  | جزء من محافظة القاهرة | الدولة العثمانية          | بنو عثمان                |                                                                                                   |
| 19          | القاهرة          | 969 – 2025                                  | جزء من محافظة القاهرة | الدولة العثمانية          | المماليك                 |                                                                                                   |
| 19          | القاهرة          | 969 – 2025                                  | جزء من محافظة القاهرة | الدولة العثمانية          | الأسرة العلوية           |                                                                                                   |
| 19          | القاهرة          | 969 – 2025                                  | جزء من محافظة القاهرة | السلطنة المصرية           |                          |                                                                                                   |
| 19          | القاهرة          | 969 – 2025                                  | جزء من محافظة القاهرة | المملكة المصرية           |                          |                                                                                                   |
| 19          | القاهرة          | 969 – 2025                                  | جزء من محافظة القاهرة | الجمهورية المصرية         |                          |                                                                                                   |
| 19          | القاهرة          | 969 – 2025                                  | جزء من محافظة القاهرة | الجمهورية العربية المتحدة |                          |                                                                                                   |
| 19          | القاهرة          | 969 – 2025                                  | جزء من محافظة القاهرة | جمهورية مصر العربية       |                          |                                                                                                   |